# Buenos Aires (stad)
Buenos Aires (Spaans voor: gunstige winden) is de hoofdstad van Argentinië en ook het economische en culturele hart ervan. Met ruim 3.000.000 inwoners is het de grootste stad van het land. In de agglomeratie Groot-Buenos Aires, liggend aan de Río de la Plata (Spaans: rivier van het zilver), wonen meer dan 12 miljoen mensen. Aangezien Groot-Buenos Aires bijna een derde van de Argentijnse bevolking huisvest, overheerst het met zijn economie de rest van het land.
Buenos Aires ligt aan de zeer brede Río de la Plata en heeft een haven. De stad wordt aan de landzijde geheel omsloten door de provincie Buenos Aires, maar maakt zelf geen deel uit van die provincie. Buenos Aires is een autonome of zelfstandige stad en valt buiten de provinciale indeling van Argentinië.
Dankzij haar talloze winkels en boetieks, haar architectuur, haar culturele leven, restaurants en haar kosmopolitische bevolking van overwegend Italiaanse, Spaanse, Franse, Duitse, Engelse, Joodse, Oost-Europese, Arabische en Aziatische herkomst, staat Buenos Aires ook als het Parijs van het zuiden bekend, alhoewel het door vele economische problemen veel van zijn vroegere grandeur heeft verloren. De stad is een van de meest Europees aandoende steden van Zuid-Amerika en van het hele zuidelijk halfrond. Ooit kon zij met haar noordelijke tegenspelers wedijveren. De stad beleefde haar gouden tijd tussen 1880 en 1920, toen Argentinië tot de tien welvarendste landen van de wereld behoorde en Buenos Aires nieuwelingen uit Europa lokte die hier een beter bestaan probeerden te vinden.

## Geschiedenis

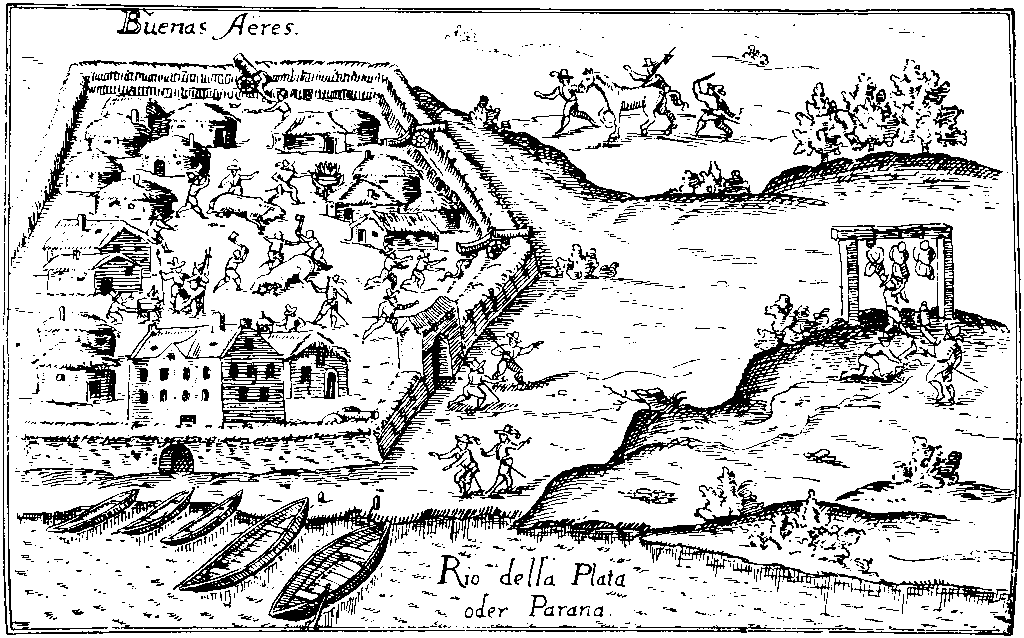
Illustratie van de eerste nederzetting, ontstaan in 1536

Het Argentijns grondgebied werd in de precolumbiaanse tijden bewoond door talrijke inheemse stammen, zoals Guaraní, Diaguita's, Pampa's, Ranquele's. De eerste Europese zeevaarder die in het jaar 1516 nabij Buenos Aires voet aan wal zette, was de Spanjaard Juan Díaz de Solís. Hij noemde de brede rivier die hij tegenkwam de Mar Dulce (Zoete Zee). In 1534 stichtte Pedro de Mendoza in dat gebied de eerste nederzetting, Santa Maria del Buen Aire. De Spanjaarden moesten de kolonie wegens het verzet van de vijandelijk gezinde Charrúa- en Querandí-indianen enkele jaren later naar Asunción in Paraguay verplaatsen. De paarden en andere beesten die de Spanjaarden achterlieten vormden de grondslag voor de Argentijnse veeteelt, tegenwoordig de belangrijkste economische basis van het land. Een permanente vestiging ontstond uiteindelijk in 1580, toen een groep kolonisten naar het gebied terugkeerde. De stad bleef voor pakweg tweehonderd jaar een onbelangrijke plaats, en smokkelarij diende als broodwinning aangezien de Spaanse regering de voorkeur aan andere havens zoals Lima gaf.
In mei 1810 werd, in het kader van de oorlog van Spanje tegen het Franse bewind van Napoleon, de eerste stap naar onafhankelijkheid gezet: de eerste nationale autonome regering verving de onderkoning benoemd door de Koning van Spanje, Baltasar Hidalgo de Cisneros. Na jaren van strijd werd de onafhankelijkheid verklaard in juli 1816. In de negentiende eeuw ging het land door een moeilijke periode van nationale organisatie, tot de ondertekening van de Nationale Grondwet in 1853. De periode tussen 1880 en 1930 was er een van grote welvaart. Gedurende deze periode opende Argentinië zijn deuren voor miljoenen immigranten, voornamelijk uit verarmde Europese landen als Spanje en Italië. Het immense nationale grondgebied (bijna 3.000.000 km²) bleef echter dunbevolkt, daar het grootste deel van de migratie zich concentreerde in de grote steden zoals, Buenos Aires, Córdoba en Rosario. (In 1910 was twee derde van de inwoners van Buenos Aires van buitenlandse afkomst).
In 1912 werd het stemrecht ingevoerd voor alle mannen ouder dan 18 jaar. De hogere klasse verloor zo de politieke macht. Het stemrecht voor vrouwen werd pas in 1949 ingevoerd.
In 1930 bracht een militaire staatsgreep de regering van Hipólito Yrigoyen ten val en installeerde een autoritaire militaire regering in de plaats. Een periode van institutionele instabiliteit volgde voor meer dan vijftig jaar: Democratisch verkozen regeringen wisselden af met militaire dictaturen, die ten dienste stonden van de belangen van de hogere klasse.
In 1946, werd Juan Perón verkozen tot president. Perón, die had deelgenomen aan een militaire staatsgreep in 1943, werd enorm populair bij de lagere klassen van de bevolking door de sociale maatregelen die hij genomen had (gratis medische zorg, pensioenen, betaald verlof, 40 urige werkweek, e.a.). Zijn vrouw, Eva Perón, had een enorme invloed op het bewind van haar man, en ze was zelfs nog populairder dan hij. Perón werd op zijn beurt afgezet door een staatsgreep in 1955, en ging in ballingschap.
Vanaf midden jaren 50 begon een periode van economische achteruitgang met inflatie, corruptie en bureaucratie als gevolg. In de jaren ’60 waren er in Argentinië (zoals elders in Latijns-Amerika) revolutionaire guerrilla-bewegingen, naar voorbeeld van de Cubaanse revolutie. Deze guerrilla’s werden verslagen maar de politieke situatie werd als excuus gebruikt door de militairen, met ondersteuning uit vooral de hogere klassen en grootgrondbezitters, om een staatsgreep te plegen. Hierbij werden niet alleen overgebleven guerrilla's uitgeroeid maar ook duizenden onschuldige mensen, vooral jongeren en studenten, opgepakt in een 'vuile oorlog', met 30.000 doden en vermisten (“desaparecidos”) als gevolg en daarnaast nog duizenden ballingen.
In 1983 opende zich een nieuw democratisch tijdperk, na het enorme diskrediet van de militaire junta als gevolg van de nederlaag in de Malvinas-oorlog en de penibele economische situatie.
In 2001 kende Argentinië een economische catastrofe. De economische situatie verbeterde aanzienlijk in de eerste decennia van de 21ste eeuw, maar vele mensen leven nog steeds onder de armoedegrens.
In mei 2010 vierde Argentinië de 200ste verjaardag van de eerste zelfbestuurregering. Gedurende het gehele jaar worden er in Buenos Aires en in het buitenland vele culturele activiteiten georganiseerd. (bron: vzw ARG-Gent)

## Geografie

### Klimaat

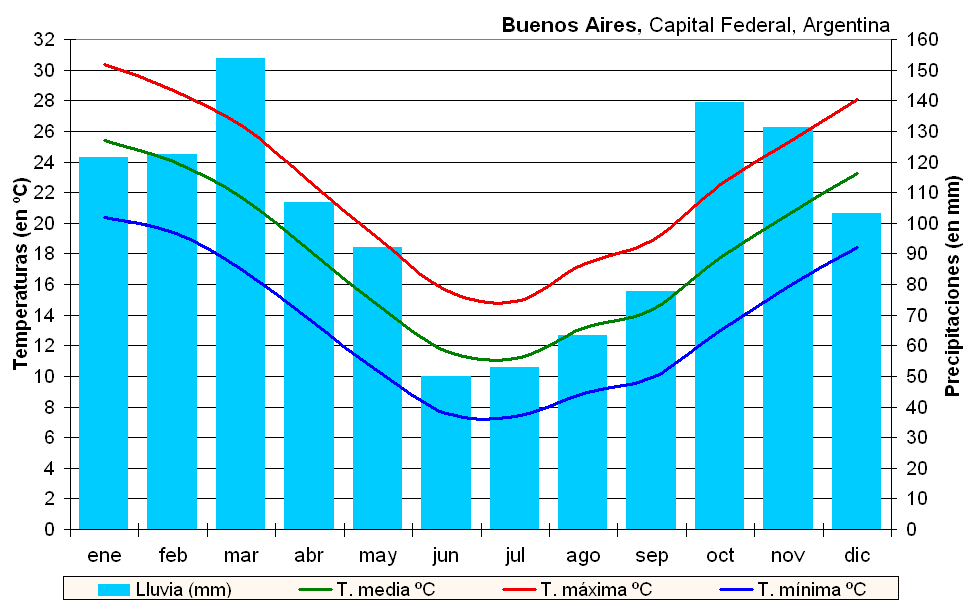
Klimaat Buenos Aires

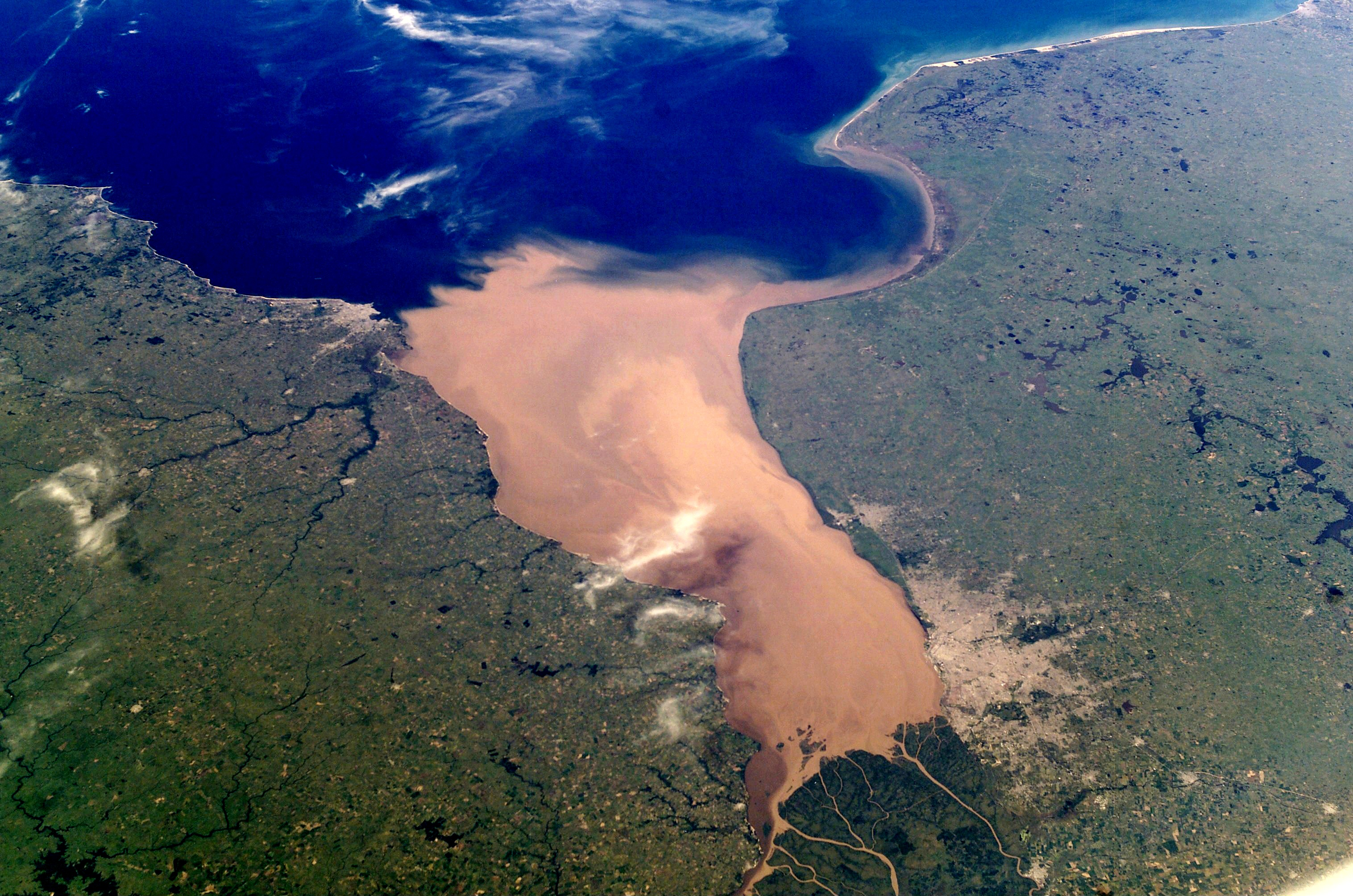
NASA-satellietbeeld van de Río de la Plata, met Gran Buenos Aires aan de rechterkant

Buenos Aires ligt zoals het grootste deel van Argentinië in de gematigde zone van het zuidelijk halfrond. De gemiddelde jaarlijkse temperatuur is 17,5 °C, de gemiddelde jaarlijkse regenval +/− 1200 millimeter.
Januari is de warmste maand van het jaar met een gemiddelde van 24,5 °C,(max.40+) terwijl het kwik midden in de winter, in juli, tot gemiddeld 11,1 °C daalt. De zomermaanden zijn erg warm en benauwd. Veel porteños verlaten de stad in januari en februari voor een vakantie aan de kust of in de bergen. De wintermaanden zijn vochtig, maar niet erg koud.

### Bestuurlijke indeling

#### Bekende stadswijken (barrios)
- Het Microcentro is het zeer drukke stadscentrum. Het is het zenuwcentrum van de Argentijnse zakenwereld en omvat onder andere de bekende winkelstraat Florida, het grote bouwproject van de zakenwijk in de barrio Puerto Madero, het centrale plein Plaza de Mayo en het regeringsgebouw, het Casa Rosada.
- De wijken Palermo, Retiro en Recoleta vormen het noordelijke district van Buenos Aires. Dit is het welvarendste en ook duurste woongebied en zakendistrict van de Argentijnse hoofdstad. De statige, oude huizen in het gebied zijn omtrent 1900 gebouwd en tonen de sterk Franse invloed op de bouwstijl van dit tijdperk. Tegen de jaren 70 van de 19e eeuw, na de uitbraak van een gele koortsepidemie in de zuidelijke stadswijken begint de ontwikkeling van het gebied, en het zijn met name de meer welgestelden die zich hier vestigen.
- Bosques de Palermo is een groen eiland in de stad, waar aan verscheidene sporten wordt gedaan, waaronder polo.
- Palermo Chico behoort tot de welvarendste stadswijken van Buenos Aires en wordt gekenmerkt door zijn Frans-geïnspireerde architectonische stijlen, strekkend van neoclassicistisch tot ultramodern. Veel van de oude herenhuizen zijn tot ambassades omgebouwd, aangezien weinig porteños het onderhoud van de luxe gebouwen nog kunnen bekostigen. Naast diplomaten zijn er ook veel bekende Argentijnse filmsterren en sportmensen die huizen in Palermo Chico bewonen.
- Palermo Viejo is een rustige woonbuurt en een gewilde woonplaats voor talloze psychologen en psychoanalytici die voor en tijdens de Tweede Wereldoorlog hier een nieuwe thuisplaats vonden — de buurt heeft daarom de bijnaam "Villa Freud". Palermo Viejo bestaat uit kleinere enclaves zoals Palermo Soho en Palermo Hollywood. Het Parque Tres de Febrero staat bekend om de rozentuin: Paseo El Rosedal Garden.
- La Boca en San Telmo maken deel uit van het zuidelijk district van Buenos Aires. La Boca, gelegen aan de oude haven, bekoort met zijn kleurrijke, van hout en golfplaat gemaakte huizen. Dit is de traditionele woonplaats van de arbeiders, de immigranten uit Genua, de vissers — en de plek waar de mensen van Buenos Aires elkaar ontmoeten om te dineren en te dansen. De authentieke tangodans en Argentijns-Italiaanse kookkunst maken dit ook een eersterangs bezienswaardigheid voor de bezoekers. La Boca is eveneens thuishaven van de voetbalclub Boca Juniors. Het stadion La Bombonera staat midden in deze typische volkswijk.
- San Telmo, met zijn elegante koloniale architectuur, is de wijk van de antiquiteitenhandelaren en kunstenaars. De eertijdse achterbuurt trok in de jaren zestig talloze kunstenaars en intellectuelen die het gebied weer lieten opleven. Naast de ateliers en antiekwinkels lokt de barrio met zijn restaurants en een zondagse vlooienmarkt op het plein Plaza Dorrego. De stadswijk beschikt ook over de oudste en bekendste tangokroegen zoals Michelangelo, La Casa Blanca en La Casa Rosada. Talloze statige oude gebouwen zijn nu gerestaureerd en huisvesten nachtclubs, boetieks en ateliers.

## Politiek

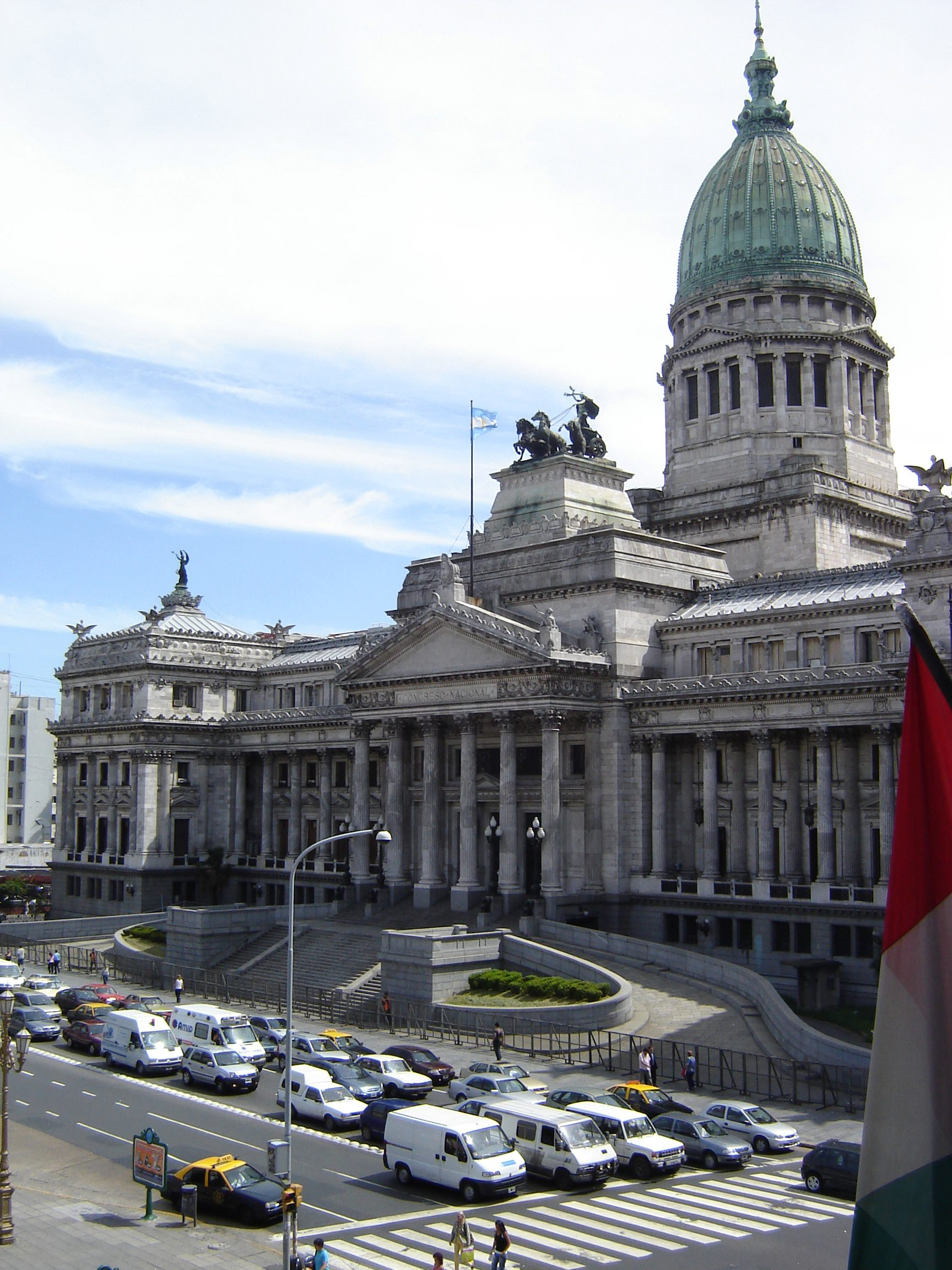
Het Nationaal Congres in 2006

Het centrale deel van de agglomeratie Buenos Aires, de Capital Federal, is een zelfbesturende stad (Ciudad Autónoma) met aan het hoofd een burgemeester. De huidige burgemeester (sinds 2023) is Jorge Macri.

## Cultuur

### Bezienswaardigheden
- De Avenida 9 de Julio is sinds 1936 de breedste straat ter wereld — de stoepen liggen bijna 140 meter uit elkaar. Talloze oude gebouwen zijn in de jaren 30 afgebroken om deze avenida te bouwen — behalve de statige Franse ambassade die op de hoek van de 9 de Julio en Alvearstraat overgebleven is.
- Het Plaza de Mayo draagt zijn naam ter ere van de stichters van de Argentijnse Republiek die hier in mei 1810 de onafhankelijkheid van het land verklaarden. Dit plein met palmen, tuinen, een centraal standbeeld en historische gebouwen uit het koloniale tijdperk rondom ligt er tegenwoordig slecht onderhouden bij. Hier vinden alle belangrijke betogingen plaats (bijvoorbeeld die van de Dwaze Moeders van het Plaza de Mayo die tegen de gruweldaden van het militaire bewind in de jaren zeventig protesteerden), en het plein kan als het bezige centrum van Argentinië beschouwd worden — hier ligt het Casa Rosada, het beroemde lichtrozekleurige gebouw dat in 1894 opgericht is en sinds 1910 als zetel van de Argentijnse regering bekendstaat. Een museum in het huis vertoont antiquiteiten en ander voorwerpen die aan nationale helden hebben toebehoord. Het Casa Rosada wordt door een eregarde bewaakt — om zeven uur 's avonds halen deze soldaten de nationale blauw-witte vlag in. Het Cabildo (Raadzaal van Buenos Aires) uit 1751 is de plek waar de onafhankelijkheid van het land beraamd werd; het gebouw beschikt over een museum met meubels en voorwerpen uit het koloniaal verleden. Het centrale zakensdistrict ligt ten zuiden van de Plaza.
- Vanaf de heuvel van de Plaza San Martín kan men van het uitzicht over de wijk Retiro genieten. Drie grote kopstations van de spoorwegen en de grootste busterminal van het land bevinden zich onderaan de heuvel en het is daarmee een zeer hectisch punt van de stad. Het Kavanagh-gebouw in Retiro was in 1936 de eerste wolkenkrabber van Latijns-Amerika. Andere bekende gebouwen rondom de Plaza zijn het Sheraton Hotel, het Pirelli-gebouw en het Palacio San Martín, het Argentijnse Ministerie van Buitenlandse Zaken. De moderne Catalinaswolkenkrabbers in het zuiden zijn eind jaren 70 opgericht.
- De begraafplaats van Recoleta is een kerkhof voor welgestelde burgers. Het graf van Eva Perón trekt nog steeds de meeste bezoekers. Het kerkhof is sinds de inwijding in 1882 een soort kleine weergave van Buenos Aires en zijn verschillende bouwstijlen.
- Het Teatro Colón met zijn Europese bouwstijl is een van de bekendste bakens van de stad en het symbool van haar culturele leven. De wereldwijd bekende instelling heeft goede akoestieke eigenschappen. Het hoofdauditorium, zes verdiepingen hoog, biedt zitplaatsen voor meer dan 3500 bezoekers.
- Het Gemeentelijk Theater San Martín is een modern gebouw van chroom en glas met zes tonelen. Het theater, dat in 1960 ingewijd is, is de grootste instelling van zijn soort in Argentinië en biedt een overdaad aan gratis concerten, feesten, toneelstukken, lezingen en andere activiteiten aan. Achter het theater bevindt zich het Cultureel Centrum San Martín, een soortgelijke instelling.
- Het Galileo Galilei-planetarium in Parque 3 de Febrero is in 1966 opgericht en biedt zitplaatsen voor 340 bezoekers. De vertoningen, uitstallingen en conferenties die er worden gehouden behandelen het astronomisch onderzoek. De metaalachtige meteoriet, die voor het gebouw vertoond wordt, is gevonden in de provincie Chaco en weegt bijna 1530 kilogram.
- Museo Beatle, museum over The Beatles sinds januari 2011.

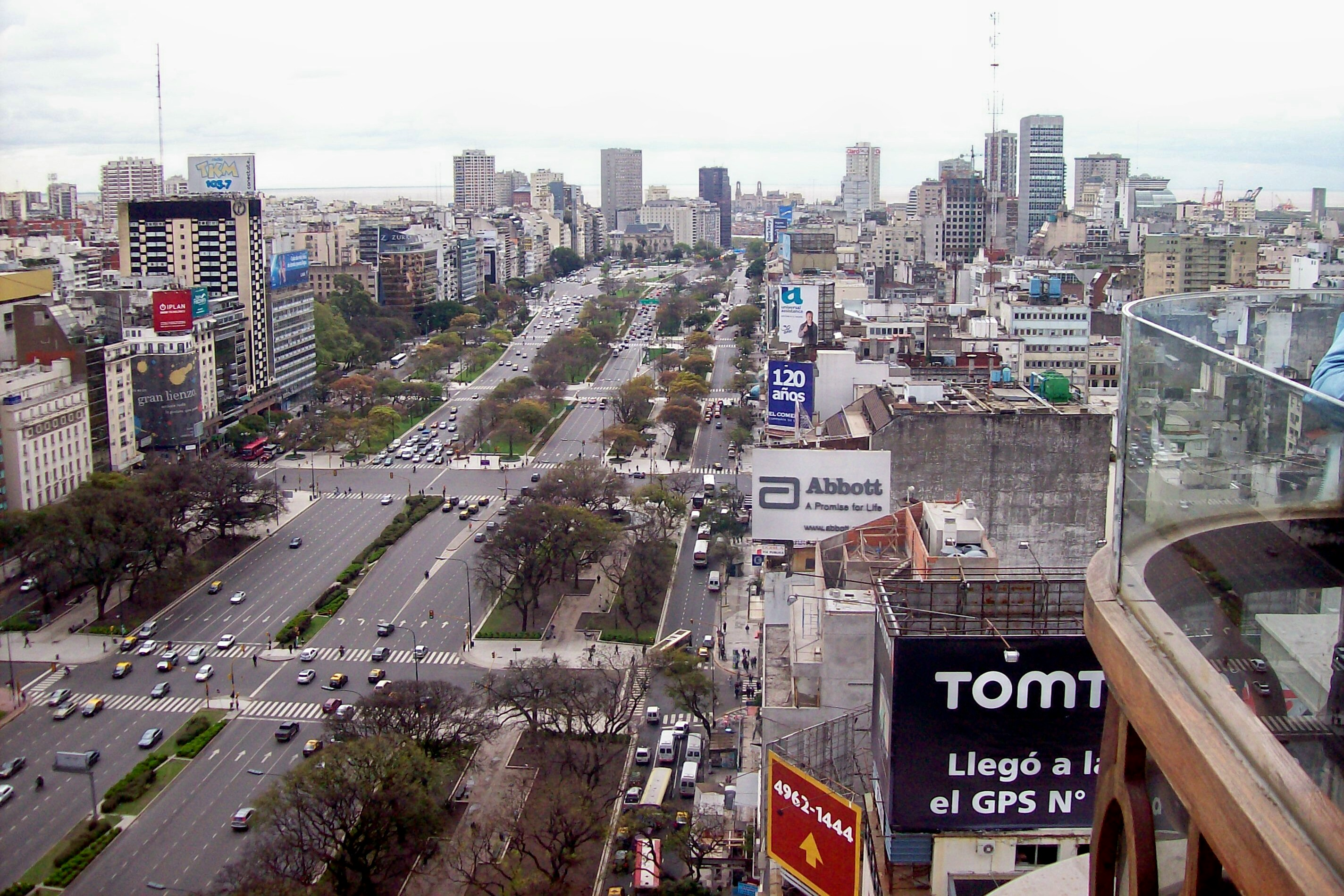
De Avenida 9 de Julio
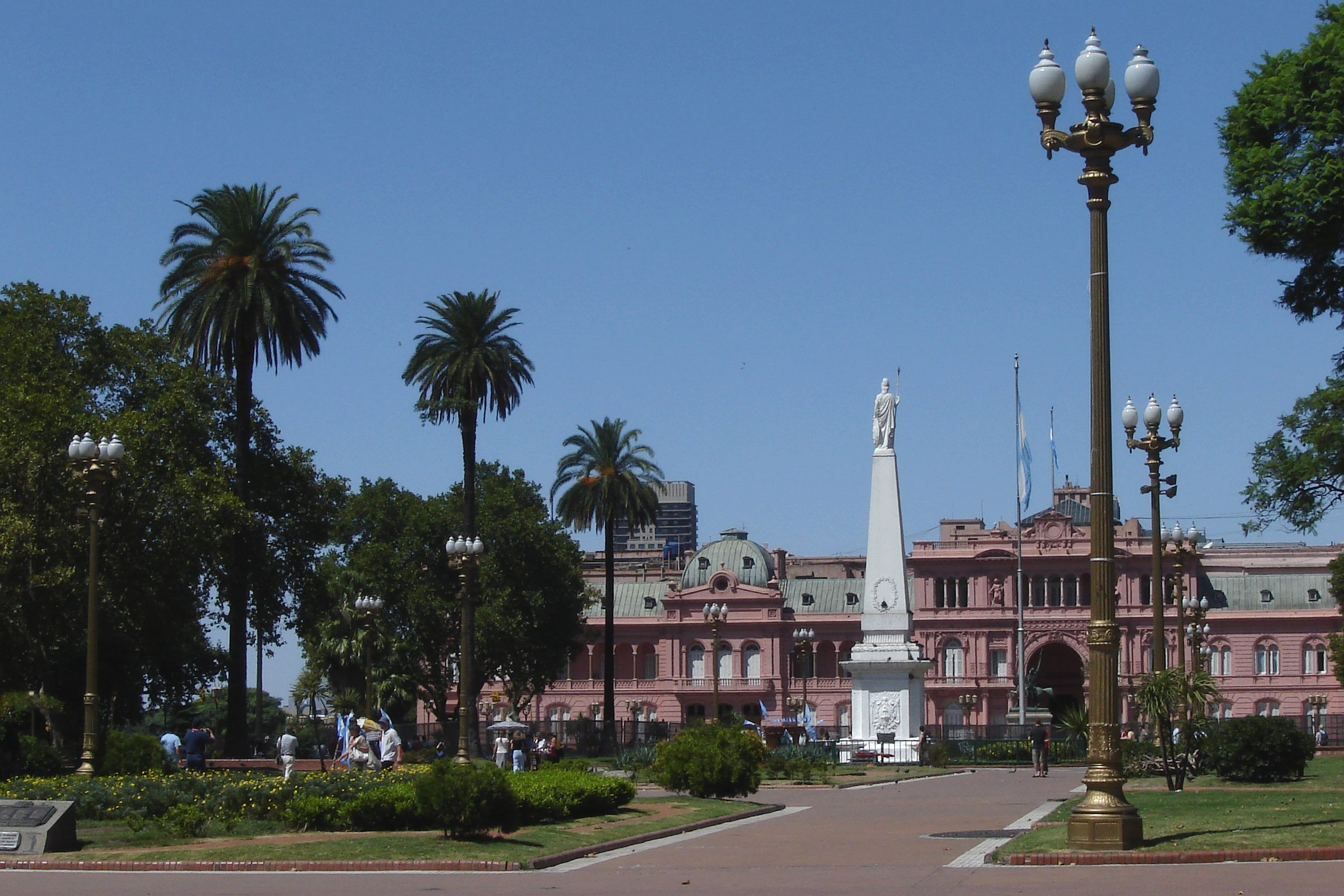
Plaza de Mayo met het Casa Rosada
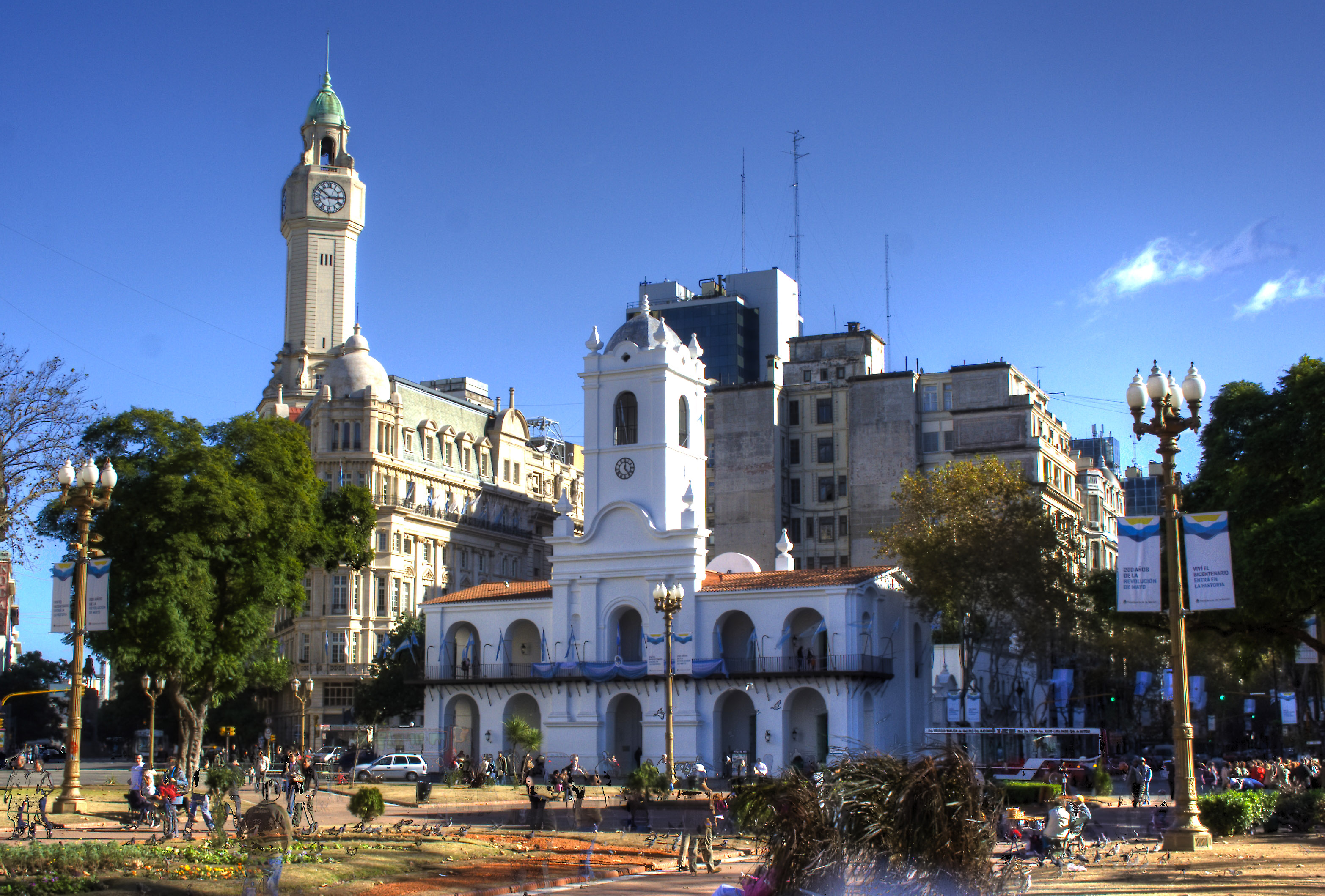
Het Cabildo
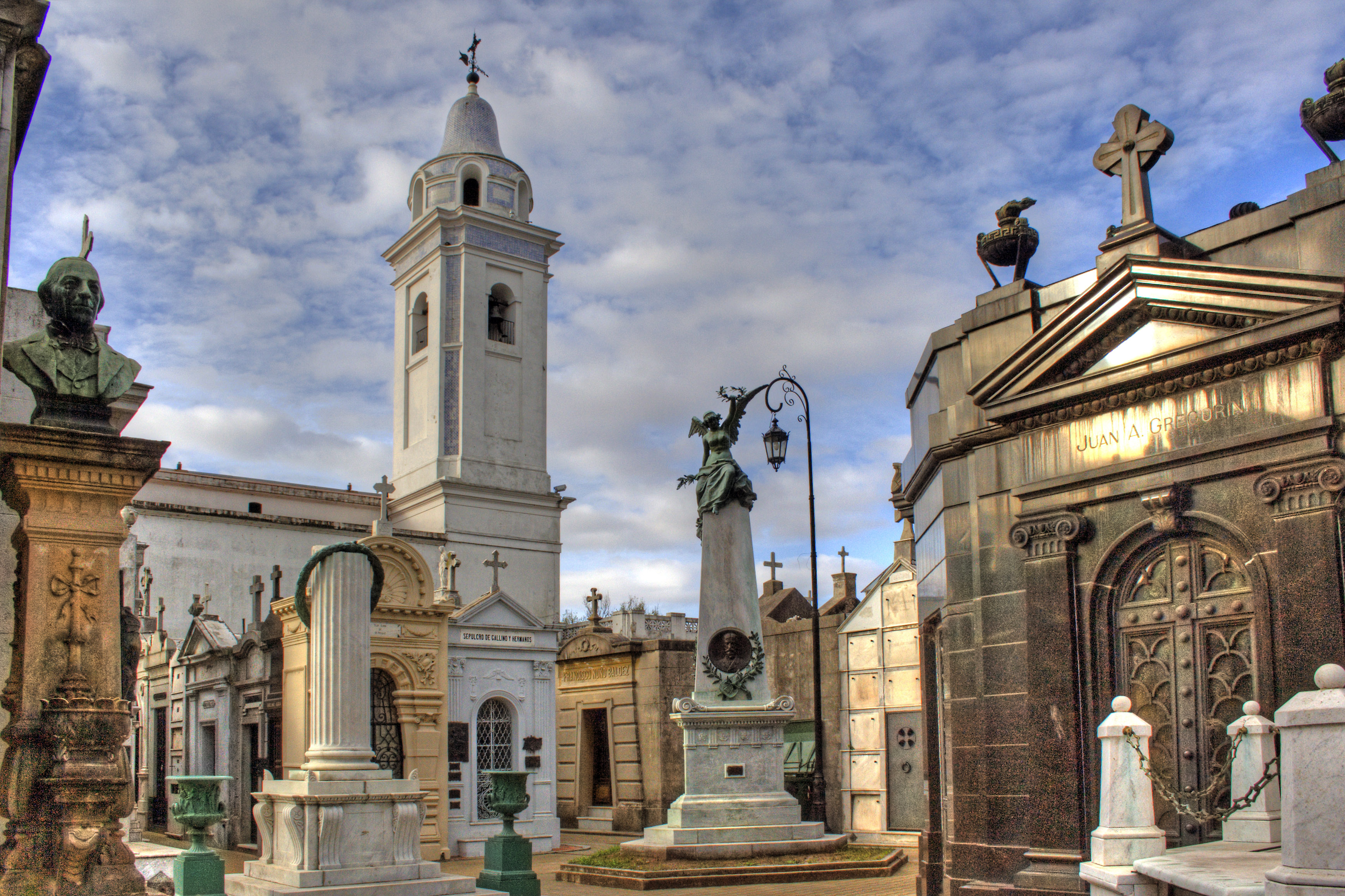
Het Recoleta kerkhof
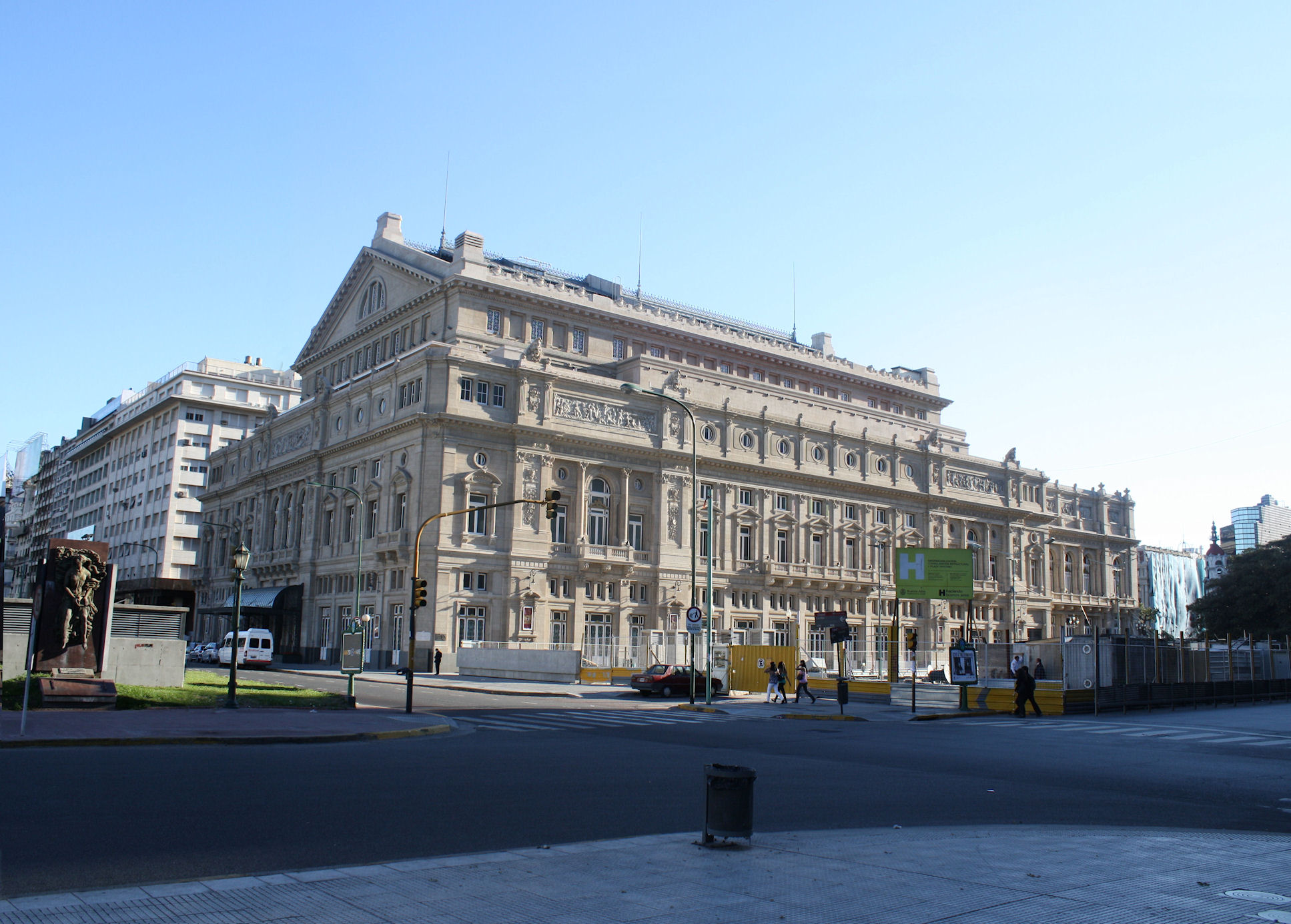
Teatro Colón
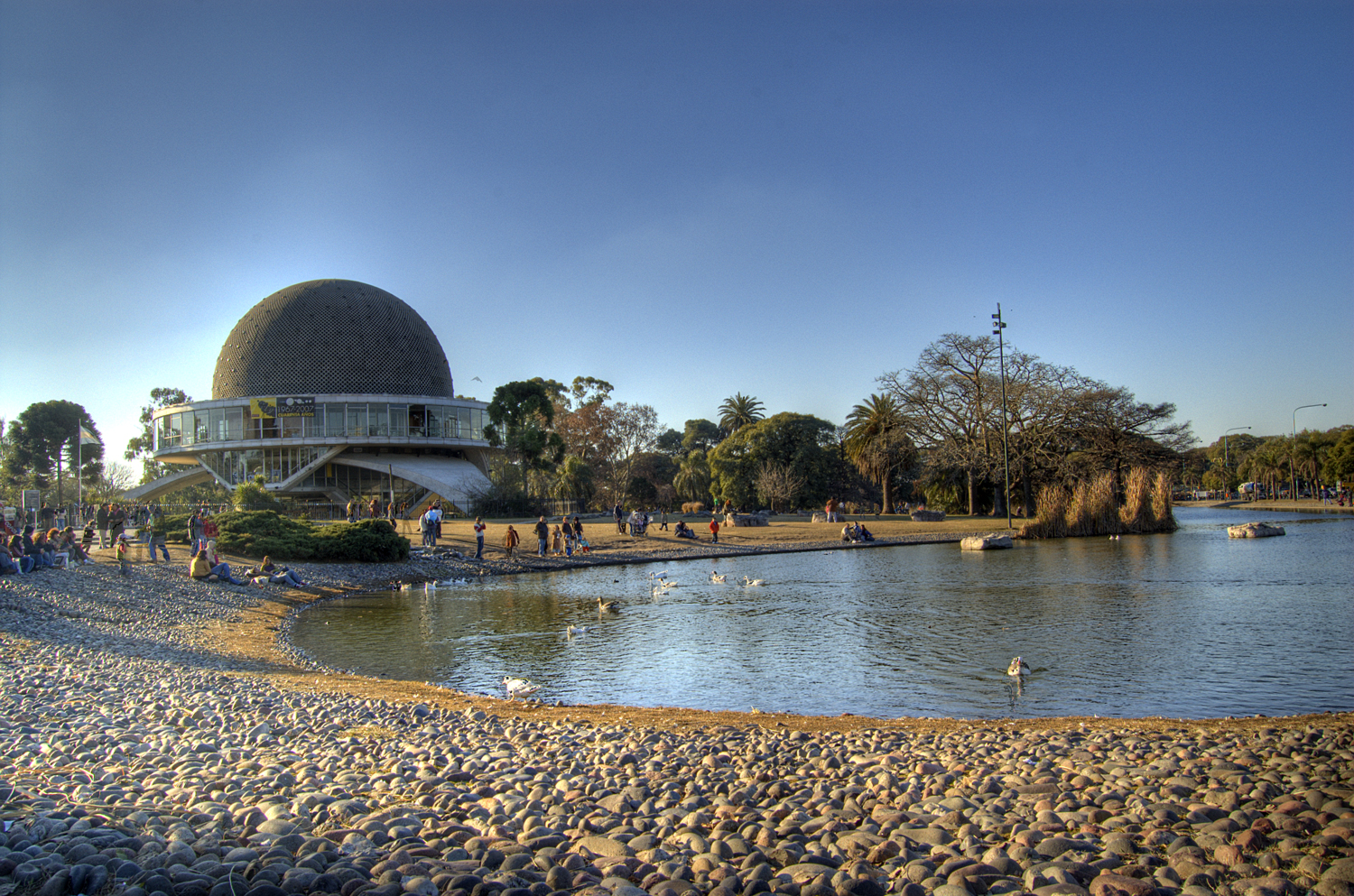
Het Galileo Galilei-planetarium in Parque 3 de Febrero
Museo Beatle
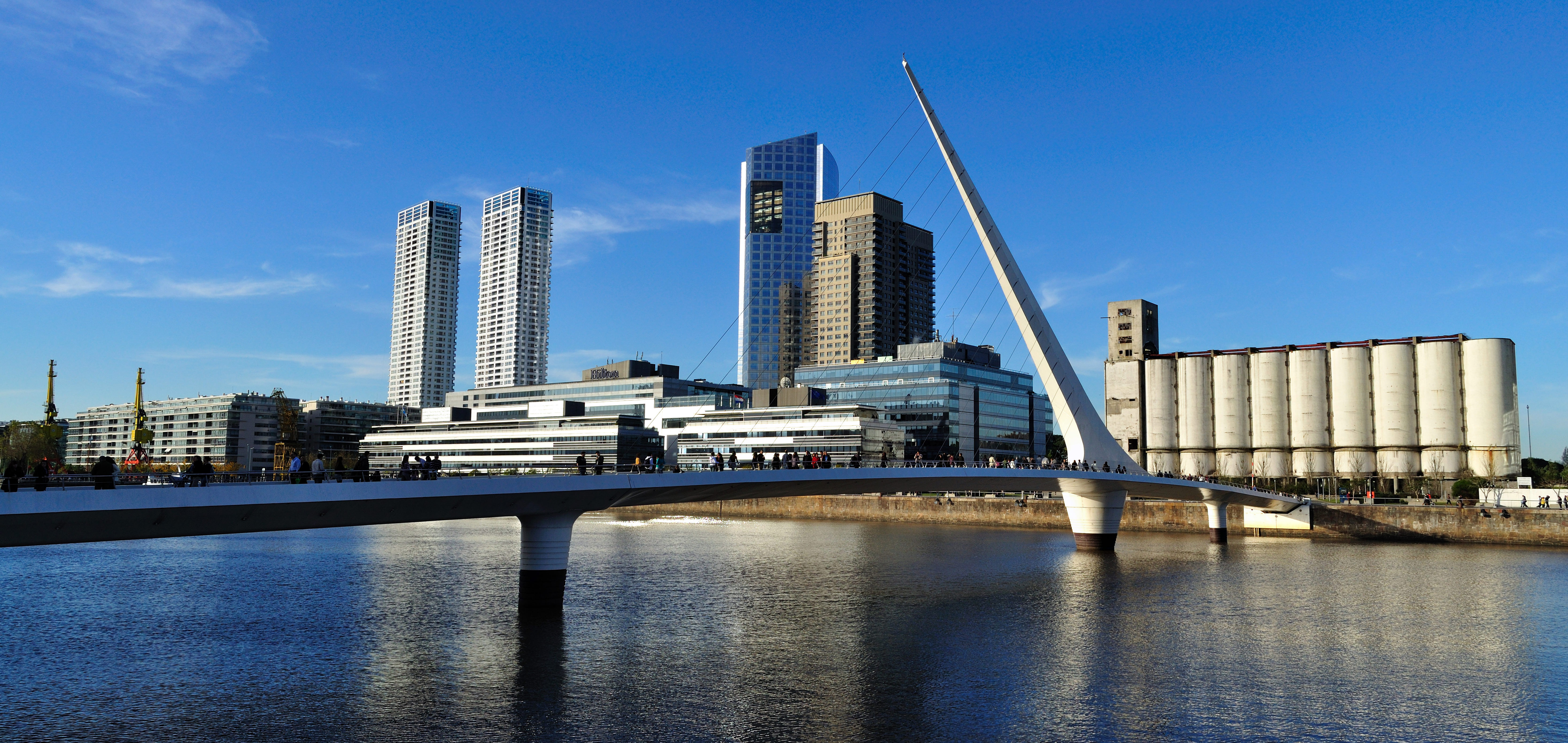
Puente de la Mujer

### Sport
In Argentinië is voetbal de populairste sport. De aartsrivalen CA Boca Juniors en CA River Plate zijn beiden afkomstig uit Buenos Aires en de meest succesvolle en populairste voetbalclubs van Argentinië. Ook San Lorenzo de Almagro, dat speelt in het Estadio Pedro Bidegain, wordt gerekend tot De Grote Vijf van het Argentijnse voetbal. Andere gerenommeerde voetbalclubs uit Buenos Aires zijn Argentinos Juniors, Club Atlético Huracán, CA Vélez Sarsfield en CA Chacarita Juniors.
Buenos Aires was met twee stadions speelstad bij het WK voetbal van 1978. De wedstrijden werden gespeeld in Estadio José Amalfitani (thuisbasis van CA Vélez Sarsfield) en Estadio Monumental Antonio Vespucio Liberti. Het laatstgenoemde is het stadion van River Plate. Daar werd ook de door Nederland van Argentinië verloren WK finale gespeeld. Dit stadion werd tevens twee keer gebruikt voor de finale van de Copa América.
Buenos Aires heeft zich drie keer kandidaat gesteld voor de organisatie van de Olympische Zomerspelen. Echter, in 1956, 1968 en 2004 kregen andere steden de voorkeur van het IOC.
Aan de rand van Buenos Aires ligt het autocircuit Autódromo Oscar Alfredo Gálvez. Hier is tussen 1953 en 1998 20 keer de Grand Prix Formule 1 van Argentinië verreden. Buenos Aires was in 2009, 2010, 2011 en 2015 zowel de start- als aankomstplaats van de Dakar Rally. Daarna was het in 2016 nog de startplaats en in 2017 de aankomstplaats van de wereldberoemde rally.
De Hipódromo Argentino de Palermo is een van de belangrijkste renbanen van Argentinië.
In 1950 werd het eerste WK basketbal voor mannen in Argentinië georganiseerd. Alle wedstrijden werden gespeeld in Buenos Aires. Het thuisland won er meteen haar eerste en tot dusver enige wereldtitel. Het WK basketbal werd in 1990 nogmaals in Argentinië gespeeld. De eindfase van dit toernooi werd afgewerkt in het Estadio Luna Park in Buenos Aires.
In 1982 en 2002 werd het WK volleybal voor mannen in Argentinië georganiseerd. De finales van beide kampioenschappen werden gespeeld in Estadio Luna Park.

### Kookkunst
De plaatselijke kookkunst steunt op biefstuk en de asado, het traditionele Argentijnse braadvlees. De Argentijnen eten dit meerdere keren per week, en er zijn talloze soorten bife zoals de bife de costilla (die aan de Noord-Amerikaanse T-bone steak doet denken) en de bife de chorizo (een soort ribstuk). Het aanbod aan worsten is groot, met bijvoorbeeld de chorizo (kleiner en niet zo kruidig als zijn Spaanse evenknie), de bloedworst morcilla en de salchicha — een lang, dun worstje. Empanadas zijn gevulde pasteitjes met rundvlees, kip of kaas, die gebakken of gebraden worden. Tijdens het eten wordt vaak Argentijnse wijn geschonken.
De internationale restaurants in Buenos Aires hebben een goede reputatie, hoewel een Franse spijskaart niet noodzakelijk een authentieke Franse cuisine betekent — er is bijna altijd een beetje Argentijnse variatie. De immigranten hebben hun eigen kookkunst — eveneens met een sterk Argentijnse invloed — hier bewaard. Naast de kost die in Italiaanse, Chinese, Spaanse, Duitse en Russische restaurants opgediend wordt, is er een verscheidenheid aan specialiteiten vanuit alle delen van de wereld.
Argentijnen eten, vergeleken met Noordwest-Europa erg laat, tegen middernacht zijn restaurants nog steeds vol met veel bezoekers.

## Verkeer en vervoer
Buenos Aires heeft een internationale luchthaven, genaamd Ezeiza. Daarnaast is er een vliegveld voor binnenlands vliegverkeer, Aeroparque Jorge Newbery, dat dicht bij het stadscentrum ligt. Het stadsvervoer wordt verzorgd door bussen (colectivos), taxi's en metro genaamd Subte. In de wijk Retiro ligt het belangrijkste station. Sinds het wegvallen van de belangrijke nationale spoorverbindingen in de jaren 90 vertrekken hier alleen nog treinen naar de voorsteden. Naast het station ligt de Terminal de Ómnibus de Retiro, het belangrijkste busstation van Argentinië met verbindingen naar alle hoeken van het land.

## Stedenbanden
- Aguas Calientes (Peru)
- Asunción (Paraguay)
- Athene (Griekenland), sinds 1992
- Barcelona (Spanje)
- Barranquilla (Colombia)
- Bangkok (Thailand)
- Belgrado (Servië), sinds 1990
- Bergamo (Italië)
- Berlijn (Duitsland), sinds 1994
- Bilbao (Spanje), sinds 1992
- Bogota (Colombia), sinds 1986
- Brasilia (Brazilië), sinds 1986
- Cádiz (Spanje), sinds 1975
- Cagliari (Italië)
- Caïro (Egypte), sinds 1992
- Caracas (Venezuela)
- Cordoba (Argentina)
- Corrientes (Argentina)
- Chisinau (Moldavië)
- Cuernavaca (Mexico)
- Cuzco (Peru)
- Damascus (Syrië), sinds 1989
- Ferrara (Italië)
- Jerevan (Armenië)
- Genève (Zwitserland), sinds 1991
- Genua (Italië)
- Guadix (Spanje), sinds 1987
- Havana (Cuba)
- Istanboel (Turkije)
- Jeruzalem (Israël)
- Kaapstad (Zuid-Afrika)
- Kiev (Oekraïne), sinds 1993
- La Paz (Bolivia)
- Lima (Peru), sinds 1983
- Lissabon (Portugal)
- Londen (Verenigd Koninkrijk)
- Lucca (Italië)
- Madrid (Spanje), sinds 1975
- Managua (Nicaragua)
- Medellin (Colombia)
- Mexico (Mexico)
- Miami (Verenigde Staten), sinds 1978
- Milaan (Italië)
- Montevideo (Uruguay), sinds 1975
- Moskou (Rusland), sinds 1990
- Napels (Italië), sinds 1990
- New York (Verenigde Staten)
- Osaka (Japan), sinds 1990
- Ottawa (Canada), sinds 1998
- Oviedo (Spanje), sinds 1982
- Panama (Panama)
- Parijs (Frankrijk)
- Peking (China), sinds 1991
- Porto Alegre (Brazilië)
- Praag (Tsjechië), sinds 1992
- Quito (Ecuador)
- Reykjavik (IJsland)
- Rio de Janeiro (Brazilië), sinds 1996
- Rome (Italië)
- Rotterdam (Nederland), sinds 1990
- Gent (België), sinds 2005
- Santiago (Chili), sinds 1992
- Santiago de Compostella (Spanje), sinds 1975
- Santo Domingo (Dominicaanse Republiek), sinds 1991
- São Paulo (Brazilië), sinds 1999
- Seoel (Zuid-Korea), sinds 1992
- Sevilla (Spanje), sinds 1974
- Tarija (Bolivia)
- Tel Aviv (Israël), sinds 1958
- Toulouse (Frankrijk), sinds 1990
- Vigo (Spanje), sinds 1992
- Warschau (Polen), sinds 1992
- Zagreb (Kroatië)